# Trompetterzeenaald
De trompetterzeenaald (Syngnathus typhle) is een straalvinnige vis uit de familie van de zeenaalden en zeepaardjes (Syngnathidae) en de orde van de zeenaaldachtigen (Syngnathiformes).

## Beschrijving
De vis kan een lengte bereiken van 35 centimeter.

## Leefomgeving
De trompetterzeenaald komt in zeewater en brak water voor. De soort komt voor in gematigde wateren voor de kusten van de noordoostelijke Atlantische Oceaan. De vis leeft tussen zeegras op zandige bodems.

## Relatie tot de mens
De trompetterzeenaald is voor de visserij van geen belang. De soort kan worden bezichtigd in sommige openbare aquaria, bijvoorbeeld in Artis. De vis is uiterst zeldzaam langs de Nederlandse kust en staat als verdwenen uit het Nederlandse kustwater op de Rode Lijst maar niet op de internationale Rode Lijst van de IUCN.